# John Irving
John Winslow Irving (Exeter (New Hampshire), 2 maart 1942) is een Amerikaans schrijver. Hij werd vooral bekend met zijn boek De wereld volgens Garp. Tijdens zijn studententijd deed Irving aan worstelen; een verwijzing naar die sport komt in veel van zijn werk terug.

## Levensloop

### Jeugd
John Irving werd geboren op 2 maart 1942 in Exeter, New Hampshire, als zoon van Helen Frances Winslow. Zijn officiële naam op zijn geboortebewijs was John Wallace Blunt Junior. Zijn biologische vader, een piloot uit de Tweede Wereldoorlog, was tijdens een aanval neergeschoten terwijl hij zich met zijn vliegtuig boven het door Japan bezette Birma bevond. Hij en zijn ploeg waren veertig dagen lang vermist. Zijn vader overleefde de oorlog, maar keerde achteraf niet meer terug naar de moeder van Irving.
Zijn moeder hertrouwde toen Irving zes jaar oud was. Haar nieuwe echtgenoot adopteerde hem en zijn naam veranderde naar John Winslow Irving. Hoewel sommige van zijn vrienden hem aanzetten tot het vinden van zijn biologische vader, heeft hij zich altijd tegen dit idee verzet. "Als ik ongelukkig was geweest met mijn stiefvader, zou de zoektocht naar mijn echte vader wellicht belangrijker geweest zijn voor mij," zei Irving hierover in een interview. In 1981 kreeg John Irving een pakje met brieven die zijn moeder en vader hadden uitgewisseld en krantenknipsels over zijn heroïsche avonturen tijdens de Tweede Wereldoorlog. Irving gebruikte die brieven en knipsels voor zijn boek De regels van het ciderhuis en modelleerde het personage Wally Worthington naar zijn vader. De biologische vader van Irvings bekendste held, Garp uit De wereld volgens Garp, is een dodelijk gewonde vliegenier uit de Tweede Wereldoorlog die uit zijn moeders leven verdwijnt nadat hij haar zwanger heeft gemaakt.
De meeste hoofdpersonen uit het oeuvre van Irving zijn mensen zonder of op zoek naar hun biologische moeder of vader. De zoektocht naar de ware identiteit van John Wheelwright bijvoorbeeld, is waar alles om draait in Bidden wij voor Owen Meany. In Een weduwe voor een jaar is de context nog meer biografisch: in dat boek vertelt Ruth Cole, een internationaal gevierd auteur, aan een journalist die haar vraagt naar haar verdwenen moeder: "Je zou kunnen stellen dat mijn moeder vermist is, maar ik ben niet op zoek naar haar. Als ze mij wou zoeken, had ze me al gevonden. Aangezien zij is weggegaan, wil ik me niet aan haar opdringen. Als ze mij wil vinden, dan ben ik de persoon die het makkelijkst te vinden is."
De tweede man die zijn moeder trouwde, Colin Franklin Newell Irving, doceerde Russische geschiedenis aan de Philips Exeter Academy in New Hampshire. Hij was een gerespecteerd lesgever, berucht onder studenten omdat zijn vak vereiste dat ze een lijvige Russische roman per week moesten lezen. John Irving beschouwt deze man als zijn vader, en zijn roman Bidden wij voor Owen Meany is dan ook als dusdanig aan hem opgedragen: "Voor Helen Frances Winslow Irving en Colin Franklin Newell Irving, mijn moeder en vader". In de roman verwijst hij uitvoerig naar zijn eigen jeugdjaren in Front Street in Exeter en naar de grootmoeder die bij het gezin Irving inwoonde, Helen Bates Winslow. In verschillende interviews heeft John Irving gezegd dat Bidden wij voor Owen Meany niet alleen zijn meest autobiografische roman is, maar de grootmoeder in de roman zijn meest autobiografische personage. Dan Needham, de stiefvader van John Wheelwright in deze roman is een stiefvader die zo belangrijk is voor zijn stiefzoon dat hij uiteindelijk zijn ware vader wordt.

### Studies en debuut
In Exeter bleek Irving een matige student te zijn die hard moest werken voor karige punten, net als John Wheelwright in Bidden wij voor Owen Meany leed aan dyslexie en daardoor een jaar langer over zijn studies deed en, net als Garp in De wereld volgens Garp een redelijk goede worstelaar werd. Het was dankzij zijn passie voor de worstelsport dat hij uiteindelijk een beurs kreeg om te gaan studeren aan de universiteit van Pittsburgh. In zijn memoire Het verzonnen meisje vertelt Irving dat hij een vrij goede worstelaar was. Hij geeft de sport als speler op na een enorme nederlaag in 1962 en wordt coach. Worstelen is een belangrijke motief in het werk van Irving. Het is de centrale metafoor in Het huwelijk van 158 pond en speelt een belangrijke rol in de plot van De wereld volgens Garp.
In de zomer van 1962 gaat Irving Duits studeren aan de Harvard-universiteit. In 1963 krijgt hij de kans om als uitwisselstudent een jaar in Wenen te gaan studeren, aan het Instituut voor Europese Studies. Oostenrijk wordt een belangrijk gegeven in zijn eerste romans (vooral in De beren los), zowel als locatie als als complex symbool. Voor Garp is Wenen een dode stad: "Een stad die echter was zou me minder hebben gepast, maar Wenen was aan het sterven; de stad was levenloos en liet me toe hem te bekijken en bestuderen, en opnieuw te bekijken. In een levende stad zou ik nooit veel hebben opgemerkt. Levende steden blijven niet stil liggen." Garp schrijft in Wenen zijn eerste korte verhaal, "Pension Grillparzer", Irving doet hetzelfde: een rodeoroman die zich afspeelt in New England die hij nooit afmaakt. Wanneer Garp terugkeert naar de Verenigde Staten trouwt hij met Helen Holm, wanneer Irving in 1964 terugkeert naar Amerika, huwt hij Shyla Leary, een medestudente van Harvard, die later een bekende kunstenares zou worden. Hun eerste zoon, Colin, wordt geboren in 1965.
Tijdens zijn jaren aan de universiteit schrijft Irving zijn eerste twee korte verhalen, "A Winter Branch" en "Weary Kingdom". Nadat hij afstudeert, blijft hij aan de universiteit werken als assistent van Kurt Vonnegut en Vance Bourjaily en dankzij hun invloed schrijft hij zijn eerste roman, De beren los, als afstudeerscriptie. De roman wordt gepubliceerd door Random House, die er $7500 voor overheeft. In 1969 en 1970 keert Irving terug naar Wenen, waar zijn tweede zoon Brandon geboren wordt en waar hij samen met regisseur Irving Kershner werkt aan een scenario voor een verfilming van De beren los. De film zal uiteindelijk nooit worden gemaakt, maar het schrijfproces van het scenario inspireerde hem om fragmenten van filmscripts in de verhaallijn van zijn tweede boek, De watermethodeman (1972), in te voegen, waardoor het een van zijn meest complexe romans wordt. Irving verhuist naar Iowa, waar hij van 1972 tot 1975 woont en werkt als writer in residence. Van 1975 tot 1978 doceert hij Engels aan de universiteit van Mount Holyoke. Van elk van zijn eerste twee boeken worden in eerste instantie zo'n 7.000 exemplaren verkocht. Het boek dat hij schrijft tijdens zijn verblijf in Iowa, het donkere en geladen Het huwelijk van 158 pond, doet het een stuk minder goed, zowel bij de lezers als bij de critici. Het gevolg is dat Irving op zoek moet naar een nieuwe uitgeverij voor zijn vierde boek.

### Succes

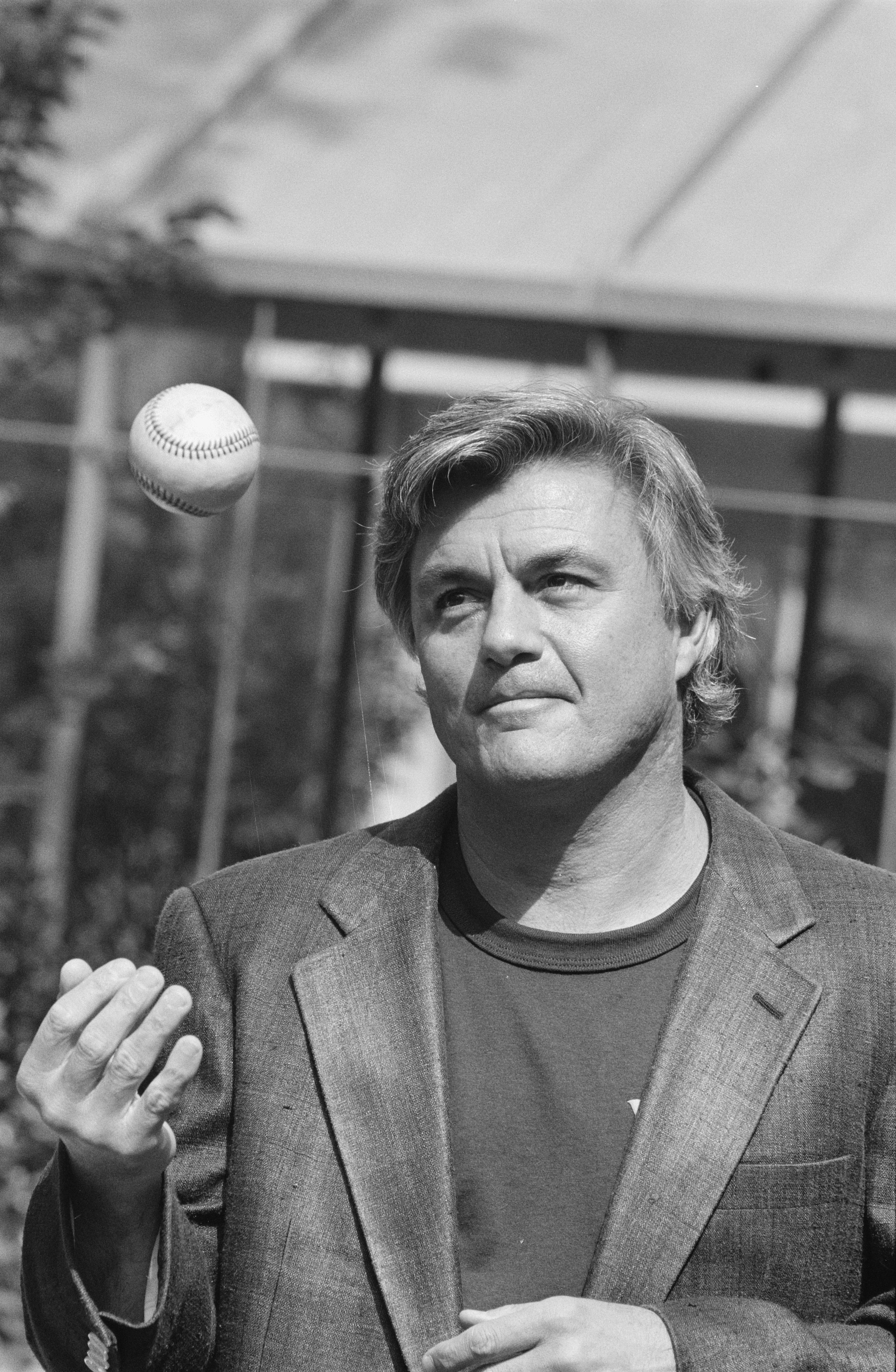
Irving in Nederland (1989)

Henry Robbins wist, nadat hij een eerste versie van Irvings vierde roman De wereld volgens Garp (1978) had gelezen, het boek te slijten aan uitgever E.P. Dutton. Het boek werd een immens succes. Het was niet alleen het meest verkochte boek van de jaren zeventig in de Verenigde Staten, maar werd een heus cultureel fenomeen. Er werden meer dan 120.000 exemplaren verkocht van de eerste druk en met een reclamecampagne van een schaal die normaal gezien voorbehouden is aan films, werden van de tweede druk ruim drie miljoen exemplaren verkocht. John Irving haalde de omslag van Time, er verscheen Garp-merchandise (afgeleide boeken, buttons, T-shirts, gadgets e.d.) en het boek won verschillende prijzen, waaronder de prestigieuze American Book Award. Het boek werd verfilmd met Robin Williams als Garp en alhoewel de critici niet onder de indruk waren van de verfilming, was het een van de grootste kassuccessen van 1982.
Kort na de publicatie van zijn vijfde roman, Hotel New Hampshire (1982) gingen Shyla Leary en John Irving uit elkaar en verhuisde Irving van Vermont naar Park Avenue. Irving heeft zich in interviews nooit veel uitgelaten over zijn echtscheiding. In De redding van Piggy Sneed schrijft hij: "Ik voel sterk aan dat schrijvers met kinderen niet zouden mogen schrijven over echtscheidingen. Het is een soort van kindermisbruik." In de jaren tachtig publiceerde hij nog twee andere boeken: De regels van het Ciderhuis in 1985 en Bidden wij voor Owen Meany uit 1989. Naast dit werk was Irving de vaste speechschrijver voor democratische presidentskandidaten Walter Mondale in 1984 en Michael Dukakis in 1988 en trouwde hij in 1987 met Janet Turnbull, een Canadese literaire agente, die tot op vandaag de redactie doet van al zijn werk. Hun eerste zoon, Everet, werd geboren in 1991. Irving en Turnbull wonen momenteel in Vermont en in Toronto, waar zijn vrouw werkt.

### Heden
Al enige tijd werkt Irving aan de filmscripts van zijn romans Zoon van het Circus en De Vierde hand. Naar eigen zeggen had hij de twee filmprojecten even op de lange baan geschoven, omdat hij bezig was met zijn twaafde roman, genaamd Last Night in Twisted River. Last Night in Twisted River is op 1 september 2009 eerst in Nederland verschenen bij uitgeverij De Bezige Bij. Pas vier weken later, in oktober, volgden het Verenigd Koninkrijk en Canada. De Nederlandse titel is De laatste nacht in Twisted River en kwam in Nederland op 18 februari 2010 uit.
Het boek gaat over een kok en zijn zoon. In de slaapkamer van de kantine bij een houthakkerskamp in het noorden van New Hampshire, ziet de zoon van de kok de vriendin van de plaatselijke politieman aan voor een beer. De gevolgen zijn desastreus. Zowel de jongen als zijn vader slaan op de vlucht. Het wordt een tocht die hen van Boston naar Vermont en Toronto brengt, continu op de hielen gezeten door de onverbiddelijke politieman. Hun enige beschermer is een vrijheidsgezinde houthakker met wie ze vriendschap sluiten.
De Amerikaanse uitgever Simon & Schuster maakte begin 2012 bekend dat ze Irvings volgende twee romans zullen publiceren. De eerste daarvan is inmiddels (15 april 2012) in het Nederlands verschenen onder de titel In een mens.
In november 2016 besloot Irving zijn relatie met De Bezige Bij op te zeggen en zijn in het Nederlands vertaalde boeken te laten uitgeven bij Hollands Diep.

### Romans
- De beren los (1984) - Setting Free the Bears (1968)
- De watermethodeman (1983) - The Water-method Man (1972)
- Het huwelijk van 158 pond (1986) - The 158-Pound Marriage (1974)
- De wereld volgens Garp (1979) - The World according to Garp (1978)
- Hotel New Hampshire (1982) - The Hotel New Hampshire (1981)
- De regels van het ciderhuis (1985) - The Cider House Rules (1985)
- Bidden wij voor Owen Meany (1989) - A Prayer for Owen Meany (1989)
- Een zoon van het circus (1994) - A Son of the Circus (1994)
- Weduwe voor een jaar (1998) - A Widow for One Year (1998)
- De vierde hand (2001) - The Fourth Hand (2001) [8]
- Tot ik jou vind (2005) - Until I Find You (2005)
- De laatste nacht in Twisted River (2010) - Last Night in Twisted River (2009)
- In een mens (2012) - In One Person
- Avenue van de mysteriën (2015) - Avenue of Mysteries (2015)
- De laatste skilift (2022) - The Last Chairlift (2022)

### Kinderliteratuur
- Een geluid alsof iemand geen geluid wil maken (2004) - A Sound Like Someone Trying Not to Make a Sound (2004)

### Korte verhalen
- Waarom ik van Dickens hou en andere verhalen (1991) - 'Introducion to Great Expactations' (1986), 'Interior Space' (1981), 'When a Country So Grossly Mistreats Its Citizens', 'It Heaps Shame Upon Itself' (1987), 'Trying to Save Piggy Sneed' (1982)
- De redding van Piggy Sneed (1994) - Trying to Save Piggy Sneed (1993)
- De koning van het kinderspeelgoed: Günter Grass en zijn werk (1996) - Günter Grass: King of the Toy Merchants (1982)

### Autobiografische non-fictie
- Het verzonnen meisje (1996) - The Imaginary Girlfriend (1996)
- Mijn leven in de film (2000) - My Movie Business (1999)

De boeken van Irving zijn in 23 landen uitgegeven.

## Verfilmingen
- The World According to Garp in 1982
- The Hotel New Hampshire in 1984
- The Cider House Rules in 1999
- A Prayer for Owen Meany (de film heet Simon Birch) in 1998
- A Widow for One Year (de film heet The Door in the Floor) in 2004

## Theaterbewerkingen
- On Faith (theaterbewerking van A Prayer for Owen Meany door Simon Bent) in 2002

## Prijzen
- National Endowment 1974 for the Arts fellowship
- Guggenheim Foundation Grant 1976
- American Book Award 1980 voor beste paperback van 1979 voor The World According to Garp
- Nominatie voor National Book Critics Circle Award 1980 voor The World According to Garp
- Nominatie voor de Nederlandse publieksprijs 1999
- Oscar voor het scenario van The Cider House Rules